# مرد دریا و پسر صدفی
مرد دریا و پسر صدفی (انگلیسی: Mermaid Man and Barnacle Boy) شخصیت‌های داستانی برنامه تلویزیونی باب‌اسفنجی شلوارمکعبی که توسط شرکت نیکلودئون ساخته شده هستند. آنها در برنامه تلویزیونی باب‌اسفنجی شلوارمکعبی از سال ۱۹۹۹ تا کنون حضور داشته‌اند.
آنها قهرمان‌های بیکینی باتم هستند و در مقابل شروران می‌ایستند و هم‌اکنون آنها به علت کهولت سن در خانه سالمندان بیکنی‌باتم زندگی می‌کنند و گاهی با هم دعوا می‌کنند. همچنین باب اسفنجی و پاتریک علاقه زیادی به این دو دارند و فیلم‌هایشان را تماشا می‌کنند.
سن پسر صدفی ۶۳ سال است و علاقه ندارد مرد دریا او را پسر صدفی صدا کند.
مرد دریا ۷۹ سال دارد و شخصیت خنگی است ولی در ۳۸ سالگی بسیار باهوش بود. او کمی شجاع و زرنگ است.

## حضور

### قسمت کارت
مرد دریا و پسر صدفی، در قسمتی از باب‌اسفنجی به نام کارت، حضور داشتند. باب و پاتریک، برای خرید کارتهای جدید بازی مرد دریا و پسر صدفی به مغازه کتاب‌فروشی می‌روند؛ اما مغازه‌دار می‌گوید که ارزشمندترین کارتهای بازی، تنها ۵ عدد هستند و به «کارتهای سخنگوی نایاب» معروف‌اند. باب‌اسفنجی تمام کارت‌ها به‌جز یک بسته را می‌خرد. بسته آخر را نیز پاتریک می‌خرد. از قضا در آن بسته، هر پنج کارت سخنگوی نایاب بودند. در پایان قسمت، پاتریک ۴ کارت را به باب هدیه می‌دهد.
بخشی از دیالوگ‌ها در قسمت کارت:
- مرد دریا: بازهم کارت بخرید. (دیالوگ شخصیت روی کارت‌های نایاب)

### پیوستن پسر صدفی به اهریمنان، فصل سوم
در یکی از قسمت‌های فصل سوم باب اسفنجی، مرد دریا و پسر صدفی، برای خوردن همبرگر خرچنگی، به رستوران آقای خرچنگ می‌روند. اما در آنجا مرد دریا می‌گوید پسر صدفی هنوز یک بچه است و برای او یک ساندویچ کوچک سفارش می‌دهد. پسر صدفی هم از این کار او عصبانی می‌شود و به گروه لیموی شیطان (متشکل از من ری، حباب کثیف و…) می‌پیوندد و علیه مرد دریا شورش می‌کند. مرد دریا هم با باب‌اسفنجی، پاتریک و … متحد شده و با پسر صدفی وارد جنگ می‌شود تا بدی را نابود کند. اما در نهایت مرد دریا و پسر صدفی دوباره با هم صلح می‌کنند و آدم بدها هم به زندان می‌افتند.